# Saint-Pierre-la-Bourlhonne
Saint-Pierre-la-Bourlhonne (prononcé [sɛ̃.pjɛʁ.la.buʁ.jɔn]) est une commune française située dans le département du Puy-de-Dôme, en région Auvergne-Rhône-Alpes. 

## Géographie

### Localisation

#### Lieux-dits et écarts
Assières, Bauchaud, La Bourlhonne, La Brousse, La Chamboite, La Chambre Basse, La Chambre du Milieu, Les Coches, Les Côtes des Igonins, La Croix des Igonins, Chez Lemaître, Col du Béal, Faradia, Chez Fayard, La Fortiche, Le Goth de la Montagne, Le Gougeat, Le Goutier, La Grange Neuve, La Grangette, Les Igonins, Jasseries du Béal, Au Missonnier, Chez Moisel, Ossedat, Le Paché de Vie, Panlot, Pas de la Croix, Le Petit Grun, Chez le Prêtre, Le Rat, Le Replat, Les Revers, La Richarde, La Richarde-Haute, La Rigaudie, Roches Brunes, La Salesse, La Salesse-Basse, Solérie, Les Sollélis, La Vie de Bridat, La Vie de Montmorel, Les Versins, La Vorge, La Vorgère.
|           | Le Brugeron                |                              |
| Marat     | Saint-Pierre-la-Bourlhonne | Chalmazel-Jeansagnière Loire |
| Vertolaye | Job                        |                              |

### Climat
Pour des articles plus généraux, voir Climat d'Auvergne-Rhône-Alpes et Climat du Puy-de-Dôme.
En 2010, le climat de la commune est de type climat de montagne, selon une étude du Centre national de la recherche scientifique s'appuyant sur une série de données couvrant la période 1971-2000. En 2020, Météo-France publie une typologie des climats de la France métropolitaine dans laquelle la commune est exposée à un climat de montagne ou de marges de montagne et est dans la région climatique  Nord-est du Massif Central, caractérisée par une pluviométrie annuelle de 800 à 1 200 mm, bien répartie dans l’année. 
Pour la période 1971-2000, la température annuelle moyenne est de 8,5 °C, avec une amplitude thermique annuelle de 15,3 °C. Le cumul annuel moyen de précipitations est de 1 229 mm, avec 13 jours de précipitations en janvier et 8,4 jours en juillet. Pour la période 1991-2020, la température moyenne annuelle observée sur la station météorologique de Météo-France la plus proche, « Chalmazel_ra », sur la commune de Chalmazel-Jeansagnière à 9 km à vol d'oiseau, est de 8,2 °C et le cumul annuel moyen de précipitations est de 1 100,4 mm,. Pour l'avenir, les paramètres climatiques de la commune estimés pour 2050 selon différents scénarios d'émission de gaz à effet de serre sont consultables sur un site dédié publié par Météo-France en novembre 2022.

## Urbanisme

### Typologie
Au 1er janvier 2024, Saint-Pierre-la-Bourlhonne est catégorisée commune rurale à habitat très dispersé, selon la nouvelle grille communale de densité à sept niveaux définie par l'Insee en 2022.
Elle est située hors unité urbaine. Par ailleurs la commune fait partie de l'aire d'attraction d'Ambert, dont elle est une commune de la couronne,. Cette aire, qui regroupe 29 communes, est catégorisée dans les aires de moins de 50 000 habitants,.

### Occupation des sols
L'occupation des sols de la commune, telle qu'elle ressort de la base de données européenne d’occupation biophysique des sols Corine Land Cover (CLC), est marquée par l'importance des forêts et milieux semi-naturels (78,9 % en 2018), une proportion identique à celle de 1990 (78,9 %). La répartition détaillée en 2018 est la suivante : 
forêts (61,5 %), milieux à végétation arbustive et/ou herbacée (17,5 %), prairies (16,9 %), zones agricoles hétérogènes (4,2 %). L'évolution de l’occupation des sols de la commune et de ses infrastructures peut être observée sur les différentes représentations cartographiques du territoire : la carte de Cassini (XVIIIe siècle), la carte d'état-major (1820-1866) et les cartes ou photos aériennes de l'IGN pour la période actuelle (1950 à aujourd'hui).

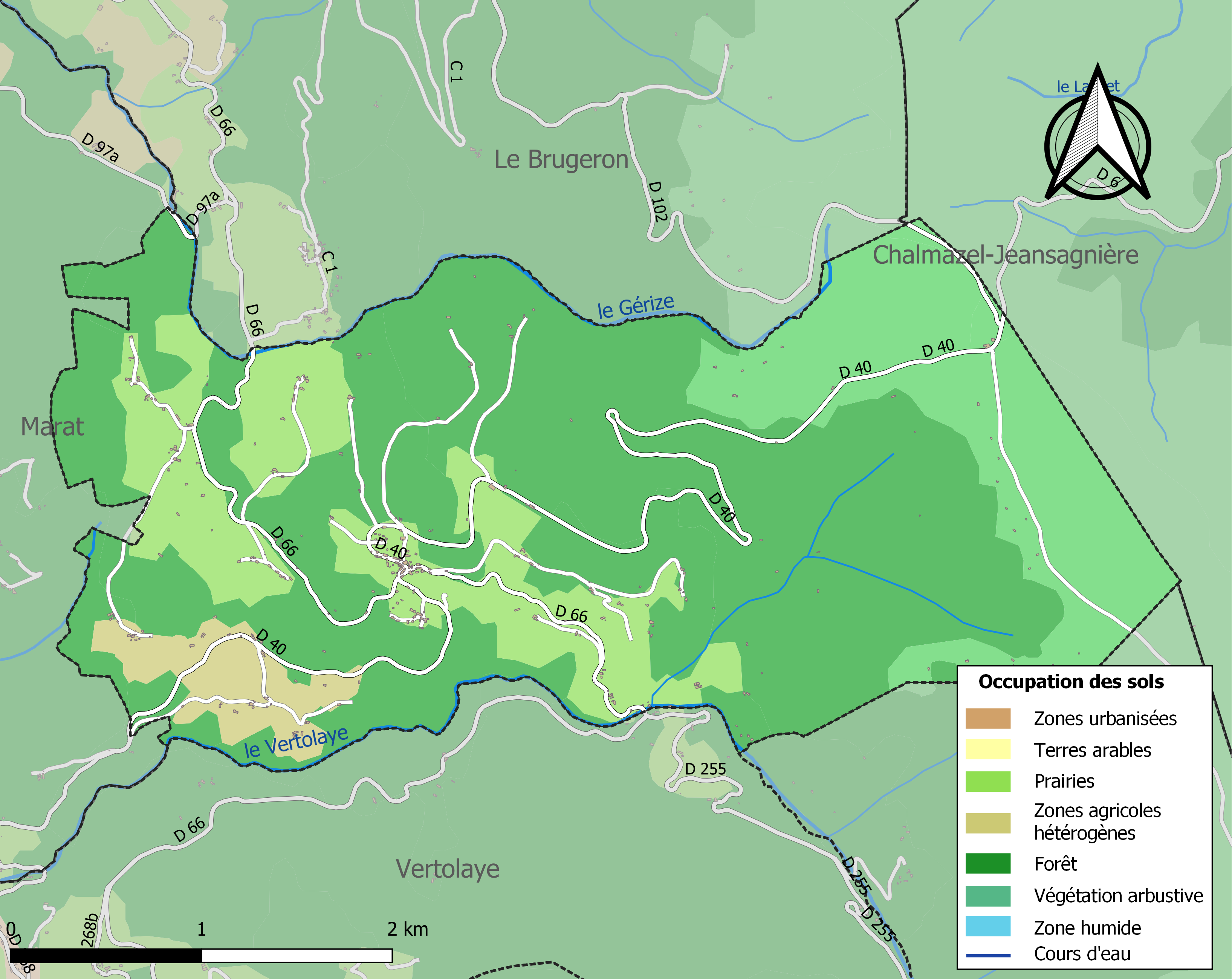
Carte des infrastructures et de l'occupation des sols de la commune en 2018 (CLC).

## Histoire
La commune de Saint-Pierre-la-Bourlhonne a été créée en 1866 par détachement de la partie haute de la commune de Marat.

## Politique et administration
| Période                                  | Période                         | Identité          | Étiquette | Qualité           |
| ---------------------------------------- | ------------------------------- | ----------------- | --------- | ----------------- |
| Les données manquantes sont à compléter. |                                 |                   |           |                   |
| mars 2001                                | juillet 2020                    | Daniel Pommerette |           |                   |
| juillet 2020                             | En cours (au 12 septembre 2020) | Philippe Bernard  |           | Agent de maîtrise |

## Population et société

### Démographie
L'évolution du nombre d'habitants est connue à travers les recensements de la population effectués dans la commune depuis 1866. Pour les communes de moins de 10 000 habitants, une enquête de recensement portant sur toute la population est réalisée tous les cinq ans, les populations de référence des années intermédiaires étant quant à elles estimées par interpolation ou extrapolation. Pour la commune, le premier recensement exhaustif entrant dans le cadre du nouveau dispositif a été réalisé en 2005.

En 2022, la commune comptait 135 habitants, en évolution de +5,47 % par rapport à 2016 (Puy-de-Dôme : +2,1 %, France hors Mayotte : +2,11 %).
| 1866 | 1872 | 1876 | 1881 | 1886 | 1891 | 1896 | 1901 | 1906 |
| ---- | ---- | ---- | ---- | ---- | ---- | ---- | ---- | ---- |
| 650  | 643  | 636  | 662  | 648  | 643  | 627  | 603  | 628  |

| 1911 | 1921 | 1926 | 1931 | 1936 | 1946 | 1954 | 1962 | 1968 |
| ---- | ---- | ---- | ---- | ---- | ---- | ---- | ---- | ---- |
| 576  | 504  | 469  | 421  | 419  | 362  | 291  | 287  | 262  |

| 1975 | 1982 | 1990 | 1999 | 2005 | 2006 | 2010 | 2015 | 2020 |
| ---- | ---- | ---- | ---- | ---- | ---- | ---- | ---- | ---- |
| 212  | 191  | 183  | 159  | 154  | 153  | 137  | 124  | 134  |

| 2022 | - | - | - | - | - | - | - | - |
| ---- | - | - | - | - | - | - | - | - |
| 135  | - | - | - | - | - | - | - | - |

## Culture locale et patrimoine

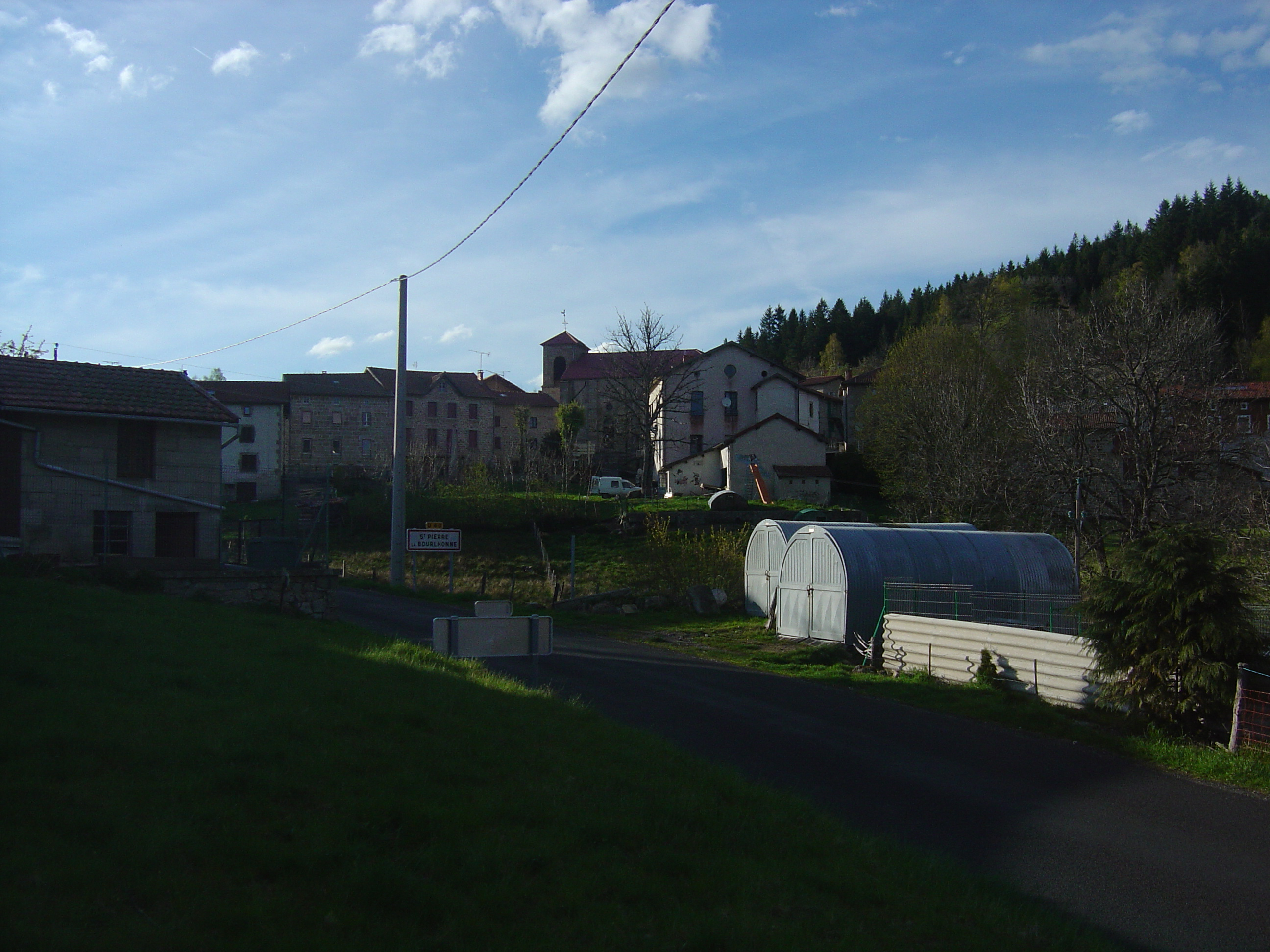
Saint-Pierre-la-Bourlhonne.

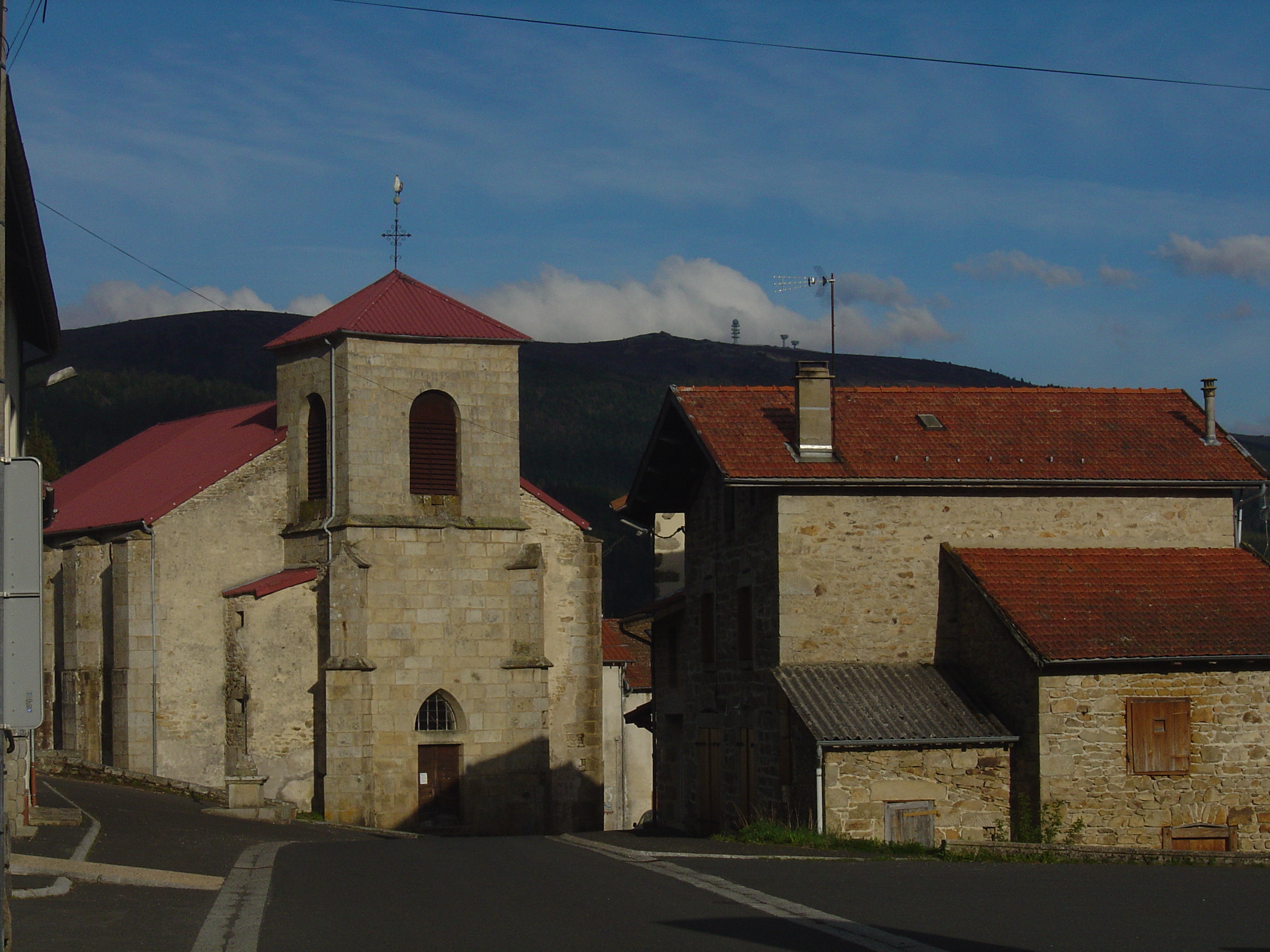
Église au centre du village.

### Lieux et monuments
L’histoire de l’église de saint-pierre-la-bourlhonne

#### Naissance de l’église
Les habitants de la montagne, partie haute de Marat, dépendaient de Marat : cela veut dire qu’ils allaient à l’église à Marat et étaient enterrés à Marat. En 1833, en imitant Le Brugeron, 47 chefs de famille de la montagne demandèrent au notaire de monter à La Bourlhonne pour noter que les différents villages ou hameaux qu’ils habitent sont très éloignés de l’église de Marat, que les distances et le mauvais état des chemins, les difficultés du climat et la neige rendent pénibles ou impossibles la pratique régulière de leur religion, que les comparants ont conçu le projet de bâtir et édifier à leurs propres frais et dépens, une chapelle où le culte catholique puisse être célébré. Il faudra attendre le 18 juin 1840 pour que la paroisse de La Bourlhonne soit érigée par ordonnance de l’évêque de Clermont ! Il faudra attendre 1864 pour que le Ministère de l’Intérieur entérine la décision du conseil municipal de Marat de constituer la nouvelle commune de Saint Pierre La Bourlhonne.
Aujourd’hui, Saint Pierre La Bourlhonne, village de 130 habitants, est rattaché à la paroisse d’Ambert.
Après 1840, la paroisse étant constituée, pour la Saint Roch, lendemain de Notre Dame d’août, le curé monte aux estives, à cheval, son enfant de chœur en croupe. Dès que le curé est signalé par un gamin en sentinelle, les troupeaux sont réunis et le curé, en trempant un brin de rameau dans l’eau, bénit les troupeaux ainsi réunis devant lui.
Cette pratique a peu à peu disparu au début du XXe siècle, sans doute en raison des deux guerres.
Romain Veillon, éleveur et propriétaire de la jasserie de la Richarde à Pierre-sur-Haute, y a construit une chapelle. Il a fait renaître cette tradition, en août 1988, en créant, avec l’assentiment du clergé, la messe des bergers. Elle a lieu chaque dernier dimanche du mois d’août.

#### Construction de l’église et ses conséquences
La construction de la chapelle fut autorisée par l’évêque de CLERMONT, Mgr de Dampierre, qui décida de la dédier à la Vierge Marie. Les habitants signataires de la demande, s’attachèrent donc à la construction de la chapelle. Ils achetèrent la parcelle qui était assez humide et les matériaux. Dès 1833 et 1834, ils réalisèrent la construction.
La grande dalle (2m de long sur 1.6 m de large) qui porte les initiales JD qui subsiste encore devant la dalle de communion, est due à la générosité de Jean Dichamp de « chez Charpentier » sur la route du Brugeron. 
En 1834, il y avait plus de 1000 âmes dans la commune, soit 10 fois plus qu’aujourd’hui !
Cette chapelle fut bénie solennellement par Mgr Féron qui se déplaça personnellement pour rencontrer ces courageux villageois, le 29 août 1834.
La construction de la chapelle eut 2 autres heureuses conséquences.
La première, grâce à l’abbé Bourgade (1844-1871), fut la création d’une école. Il rechercha des institutrices pour enseigner la lecture, l’écriture et le calcul, ainsi que le catéchisme. Cet enseignement fut confié en 1849 à 3 sœurs de Notre Dame basées à Lamontgie près de Brassac : Sr Anastasie Sauvadet, Sr Mathilde et Sr du Sacré Cœur. Cela permit à plus de 70 garçons et filles de suivre leur enseignement.
La seconde fut l’occasion de demander la création d’un cimetière. Le 5 janvier 1842, Antoine Marret de la Salesse, fit donation devant M Monteilhet, notaire, de la parcelle pouvant servir à sa création. Après moult difficultés et empêchement du maire de Marat, son établissement fut autorisé le 8 février 1842.
Enfin, l’abbé Louis Chebance, né au Brugeron, qui fut curé du lieu pendant 20 ans (de 1876 à 1896), s’attacha à l’assainissement de l’église dont il fit dégager le pourtour et exhausser le pavé. Il fit aussi percer la porte méridionale et consolider les murs grâce à des contreforts et des tirants en fer. Il fit réaliser le tambour à l’entrée de la porte nord. Le mobilier s’enrichit de fonts baptismaux, des stalles du chœur, des lustres du maître-autel.

#### Architecture et éléments de l’église
L’aspect final de l’église date de 1856, la chapelle ayant dû être remaniée. Son architecte fut Antoine Vial. Les matériaux employés sont les granit, moellon et pierre de taille.
Le plan de l’église est un plan en croix latine avec une élévation à trois vaisseaux. La voute est en berceau plein cintre. Les deux cloches datent de 1843 et 1845. L’autel surmonté du Christ en résurrection date probablement du XVIIe siècle. Il est composé des figures bibliques traditionnelles et des Saints Anges : Christ, Les Evangélistes, saint Pierre, saint Joseph, Vierge, saint Paul et Jésus présenté au peuple. Le bénitier situé sur le bas-côté sud à droite de la porte est une cuve monolithique de granit datant aussi probablement du XVIIe siècle. Le reste du mobilier date du XIXe siècle. La chaire à prêcher en bois comporte les figures bibliques suivantes : Saint Barthélémy, Saint Jacques le Majeur, Saint Simon, Saint Jude Thaddée et un autre saint inconnu.
Les statues représentent le curé d’Ars, Sainte Thérèse de Lisieux tenant la croix et les roses, Sainte Bernadette, Notre Dame de Lourdes, Notre Dame de La Salette.

#### Rénovation
Avec le temps, la diminution de la population et le recul de la pratique religieuse, l’église se dégradait, tout particulièrement la toiture qui fuyait et les murs emplis de salpêtre. Les habitants de Saint Pierre La Bourlhonne se mobilisèrent une nouvelle fois en 2013 pour que leur église soit sauvée. La mairie et son maire Daniel Pommerette réussirent à obtenir les subventions nécessaires aux gros travaux. L’association SESPB créé autour de Jean Béal permit de collecter les fonds complémentaires. Enfin, les habitants, selon leurs compétences, restaurèrent les éléments en bois, les lustres et la clôture du chœur, la peinture des statues, le chemin de croix[réf. incomplète].

### Patrimoine naturel
- La commune de Saint-Pierre-la-Bourlhonne est adhérente du parc naturel régional Livradois-Forez.